# Ali Khan Vali
Ali Khan Vali (Téhéran, 1845 - idem, 1902) (persan : علی‌ خان والی) est un homme d'État iranien de l'époque de Nasseredin Shah et de Mozaffaredin Shah. Il est également connu comme l'un des premiers photographes iraniens.

## Enfance
Ali Khan, fils de Mohammad Ghassem Khan Vali et petit-fils de Doust Ali Moayyer ol-Mamalek est né à Téhéran en 1846. Son père, consul général à Tiflis, est rapidement nommé conseiller d'ambassade à Saint-Pétersbourg. 
Mohammad Ghassem Khan Vali accompagne Abbas Gholi Khan Nouri, ambassadeur de Perse en Russie, à Saint-Pétersbourg pour participer à la cérémonie d'investiture d'Alexandre II (empereur de Russie). Après le retour de Abbas Gholi Khan, il lui succède en tant qu'ambassadeur de Perse en Russie.
Durant son adolescence, Ali Khan vit et étudie à Saint-Pétersbourg en compagnie de son père. Il s'intéresse passionnément à la technique et à l'art de la photographie qu'il étudie à côté des disciplines telles que le français, l'histoire, la géographie et la géométrie.
Après son retour en Iran, son père est nommé gouverneur de Gilan où il accomplit de grands projets dont la construction de la route de l'Irak. Son père, de par ses diverses et successives nominations comme gouverneur dans différentes régions d'Iran prend le titre de Vali (gouverneur) (persan : والی), nom qui plus tard deviendra le nom de famille de ses descendants.

## Gouverneur de Maragheh
En 1869, alors que Ghassem Khan Vali prend retraite de sa fonction de gouverneur de Gilan, son fils, Ali Khan prend la fonction de serviteur particulier de Nasseredin Shah. L'année suivante, il l'accompagne dans les lieux saints du chiisme situés en Irak actuel. En 1879, après le décès de son père, Ali Khan accompagne le prince héritier en mission en Azerbaïdjan pour former le gouvernement de Maragheh. Lors de ce voyage, Ali Khan a pris des photos de monuments et de personnalités de Maragheh visibles dans son album de photographies (voir plus bas dans la section « Le photographe »).
Durant sa gouvernance, la ville retrouve sa sécurité en éliminant les voleurs travaillant sur commande de certains personnages peu scrupuleux. Dès le début de sa gouvernance, Ali Khan a pour objectif de ramener la sécurité en ville. Pour ce faire, il n'hésite pas à accompagner personnellement, même pendant les hivers rudes, les agents de sécurité dans leur ronde de nuit. Ce n'est que quelques mois après son arrivée qu'il doit faire face à la révolte des Kurdes sous le commandement de Cheikh Ubeydullah. Après vingt mois de gouvernance, il quitte Maregheh pour Tabriz où il a officiellement démissionné de son poste de gouverneur de Maragheh. Ayant l'intention d'aller à l'encontre de la révolte qui se prépare aux frontières, Amir Nezam Garusi  crée l'assemblée d'Azerbaijan (persan :مجلس دولتی آذربایجان) constituée de chefs locaux et charge Ali Khan de sa présidence.

## Gouverneur de Oroumieh et Khoy
Par suite du mauvais état de santé de Etemad os-Saltaneh, Ali Khan est nommé gouverneur de Oroumieh (Persan: ارومیه) ou Ourmia, fonction qu'il exerce jusqu'au 29 mars 1883. Par ordre du Prince héritier, Salar Lashgar (persan :  لشکر) est démis de la gouvernance de Khoy (persan : خوی) et Salmas (persan : سلماس) pour être remplacé par Ali Khan.
Dans sa nouvelle position, il entreprend de grands travaux dont le pavage des rues, réfection du palais de justice et en particulier la rénovation du bazar principal de Khoy.
En 1885, il nomme Jamshid Khan Mâkoui en tant qu'adjoint et quitte Khoy pour Oroumieh puis Téhéran. Il rentre avec son fils de 15 ans (Ghassem) avec l'intention de préparer son éducation. Pour ce faire, il fonde une école spéciale au sein même du gouvernement. Sa mission va être courte : il se voit quelques mois plus tard remplacé par Amid od-Doleh (fils de Abbas Mirza Qajar).
En mars 1886, il se rend à Tabriz et y séjourne pendant six à sept mois. En décembre de la même année, il se présente à Sain Qaleh (persan : صایین‌قلعه) pour châtier les fils de Soleman Khan. Il a l'occasion de faire de nombreux clichés de cette région, ainsi qu'à Takht-e Suleiman (persan : تخت سلیمان) (le lieu le plus sacré du zoroastrisme et de l'empire sassanide). À cause des troubles qui éclatent à Oroumieh et sa région, Amir Nezām Garrousi le nomme à nouveau gouverneur de cette ville qu'il ramène au calme en peu de temps. Dans cette révolte, Hassou (persan : حسو) et ses troupes qui avaient pris Ghaleh Jormi (persan : ) ont été délogées par Ali Khan qui rétabli de nouveau l'ordre et la sécurité dans la région. Pour le remercier, le pouvoir central lui attribue le titre officiel de Jenab (persan : جناب). Lors de ce voyage, prend Ali Agha Akkas (persan : علی آقا عکاس) sous son aile et lui apprend la photographie et veiller à son éducation. Avec son aide, il a pu ajouter de nombreux clichés à son album.
Ali Khan exercera la fonction de gouverneur de Oroumieh pendant presque trois ans.

## Gouverneur de Ardabil
Au retour de Nasseredin Shah de son troisième voyage en Europe, Ali Khan l'accueille avec faste et courtoisie. À cette occasion, le Chah le nomme gouverneur de Ardabil (persan : اردبیل). En 1891, Ali Khan se trouve confronté à des commerçants de bazars en révolte, et en particulier aux tanneurs qui manifestaient contre le déplacement de leurs ateliers à l'extérieur de la ville. Cet incident a terni quelque peu l'image du gouverneur Ali Khan au sein de la population d'Ardabil.
Vers la fin 1898, on fait encore appel à lui comme gouverneur à Ardebil pour ramener l'ordre à la suite de la révolte généralisée contre le gouverneur du moment Nezam os-Saltaneh dirigée par Heydari Nemati (persan : حیدری نعمتی). Il essaye de régler le différend par des négociations multilatérales qui n'ont finalement pas abouti. À la suite de cet échec, il est dans l'obligation d'arrêter Mirza Ali Akbar (persan : میرزا علی اکبر) l'un des chefs du clan Heydari Nemati et de l'exiler à Maragha (persan : مراغه). Mirza Ali Akbar revient à Ardabil après un an d'exil et en guise de vengeance, encourage Khosro Khan Yorttchi (persan : خسرو خان یورتچی) à se révolter contre Ali Khan. En rassemblant des troupes, il parvient à encercler Baghe Dashksan (persan : باغ داشکسن) et arrêter finalement Ali Khan Vali et la plupart de ses troupes et de les expédier à Tabriz. Le Prince héritier trouve cet acte humiliant pour Ali Khan et inacceptable pour lui, raison pour laquelle il le convoque à Tabriz. Il refuse de s'y rendre et accepte finalement de se racheter en versant la somme de 10 000 Toumans.
La même année, pour cause de maladie, Ali Khan quitte Ardabil pour se faire soigner à Téhéran.

## Château Ali Khan (Tappeh Ali Khan)
Ali Khan construit une résidence d'été entourée de jardins située au nord de Téhéran, au-dessus de la localité de Jafar Abad (persan : جعفرآباد شمیران). Ali Khan y invitait les ministres et personnalités du royaume en été pour fuir la chaleur accablante de Téhéran.
Plus tard, son fils Qasem Khan Vali, Sardar Homayoun (persan : سردار همایون قاسم خان والی) y construit un bâtiment jouxtant la montagne. Le flanc de la montagne constitue le mur arrière des chambres, apportant une fraicheur bien appréciée. Cette propriété est dénommée  « Tappeh Ali Khan » ou « Château Ali Khan » (persan : تپه علی خان), et est plus tard annexée au palais Sa'dabad par le nouveau souverain Reza Chah.

## Sport
Dans son livre, Doust Ali Moayyeri rapporte l'intérêt et la passion d’Ali Khan pour les sports, et en particulier la lutte, la natation, mil[Quoi ?] (persan : میل گرفتن)...

## Famille
Ali Khan Vali se marie avec, en premières noces, Homa Khanoum, fille de Mirza Said Khan Vazir ol-Vozara (Persan: سعید خان وزیر الوزرا) avec qui il aura une fille, Assieh (Persan: ) et un garçon, Ghasem qui prendra plus tard le titre de Sardar Homayoun.
En secondes noces, il a deux autres enfants qui n'ont pas survécu : une fille Maryam et un fils Heydar Gholi Khan (mort à Paris noyé dans la Seine).

## Décès
Après trois ans de maladie, Ali Khan Vali décède en 1901 à Téhéran.

## Le Photographe
Très jeune, Ali Khan Vali a acquis la technique de la photographie à Saint-Pétersbourg, alors qu'il vivait et étudiait auprès de son père, ambassadeur de Perse en Russie.
Ses premiers clichés ne datent que de l'époque où il avait déjà 33 ans. Les toutes premières photographies ont probablement disparues ou auraient été détruites. Ses travaux sont connus par son album, dont chaque photo est commentée à la main, décrivant les lieux et les personnages qu'il a photographiés au fil des années. Ce travail est très probablement effectué avec l'aide de son apprenti Ali Agha Akkas (persan : علی آقا عکاس).
Cet album appartenant à ses descendants est actuellement en prêt à l'Université Harvard et accessible sur internet. Bien que les premières images de l'album représentent les portraits de Nasseredin Shah prises entre 1862 et 1863, le reste de l'album correspond aux images prises pendant et après sa gouvernance à Maragheh. La dernière date évoquée dans le texte est 1895-1896 . Cependant, les photos présentes en fin d'album montrent le cercueil d'un chrétien avec une date de décès de 1897, et l'album semble se poursuivre jusqu'en 1899 ou 1900. L'album des photographies de Ali Khan décrivant sa carrière de gouverneur à travers les lieux et le temps en Azerbaïdjan (nord-ouest de la Perse) entre 1879 et 1896 est d'une qualité et d'une originalité pratiquement sans précédent. Il contient 1412 photos sur 439 pages, en commençant avec des photos de représentations des saints chiites, et de Nasseredin Shah le monarque régnant.
Ali Khan cherche ensuite à documenter sa vie, sa famille, les personnes qu'il a rencontrées ainsi que les lieux visités au cours de sa carrière en tant que gouverneur. Les photographies sont commentées dans presque tous les cas, retraçant de manière continue la carrière de Ali Khan Vali, et constitue ainsi un témoignage historique de son époque.

## Galerie photos

### Témoin de son époque

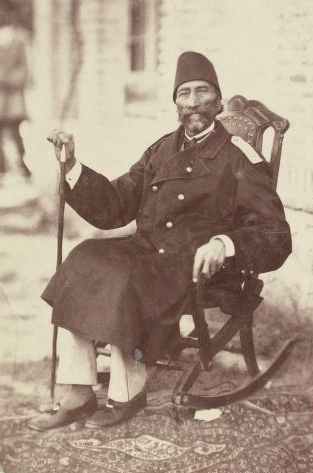
Hassan Ali Khan, Amir Nezam Garoussi
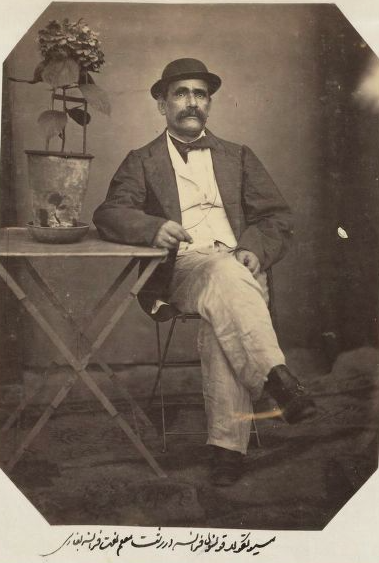
Consul de France à Rasht
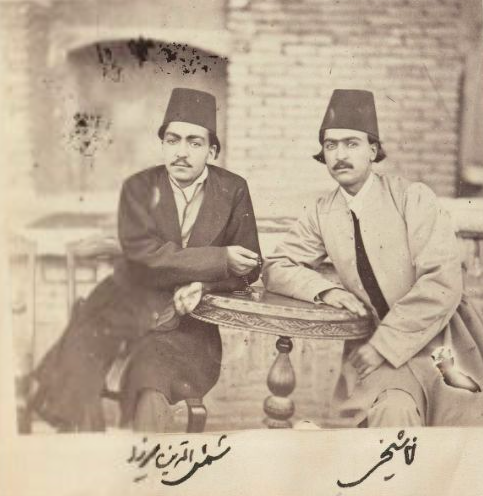
Jeunes Iraniens
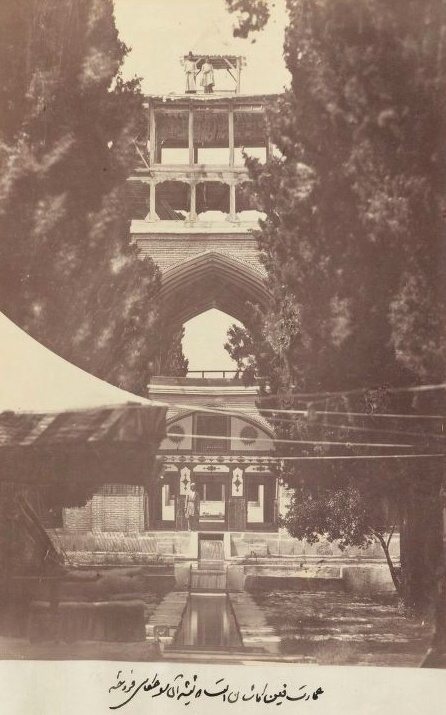
Les jardins de Fin de Kashan
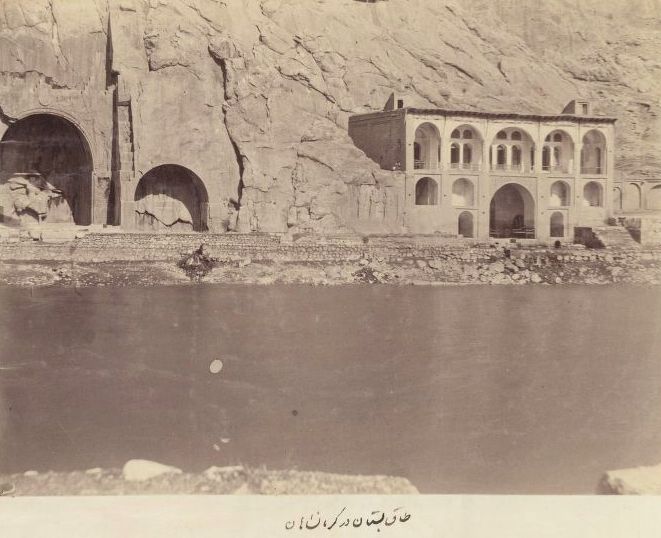
Taq-e Bostan
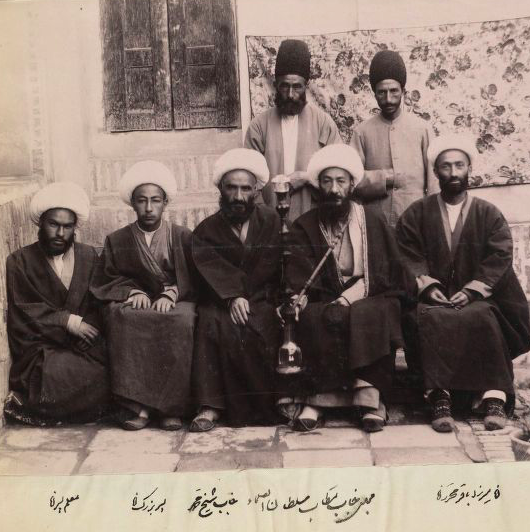
Des religieux
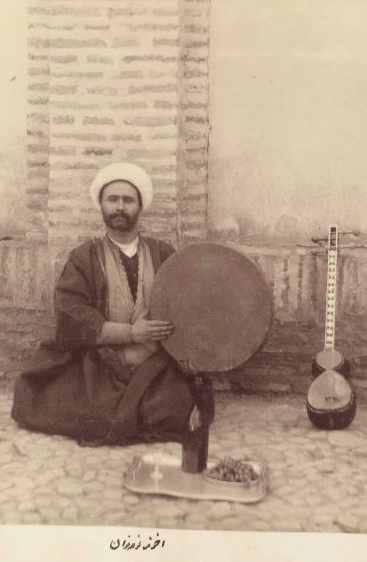
Mollah musicien
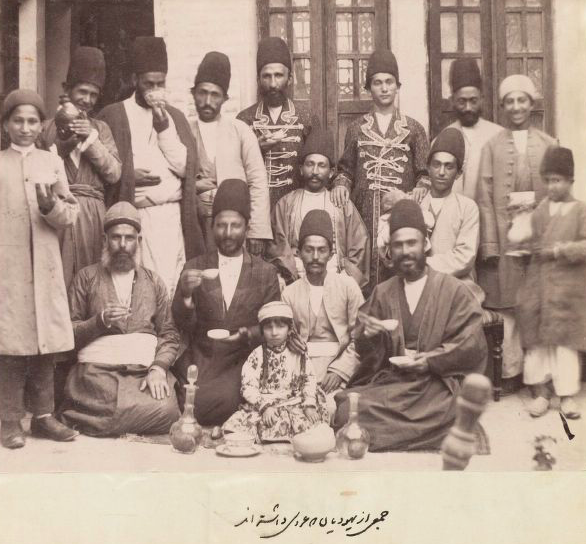
Groupe deJuifs lors d'un mariage
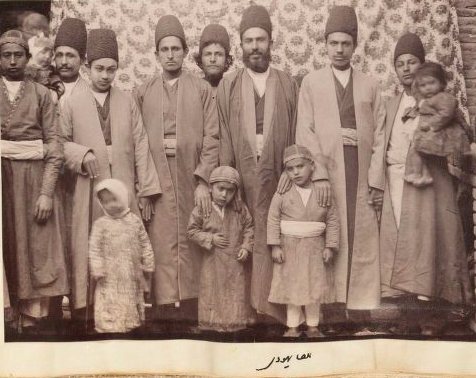
Juifs iraniens
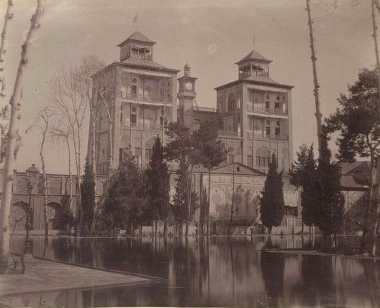
Shams ol-Emareh à Téhéran
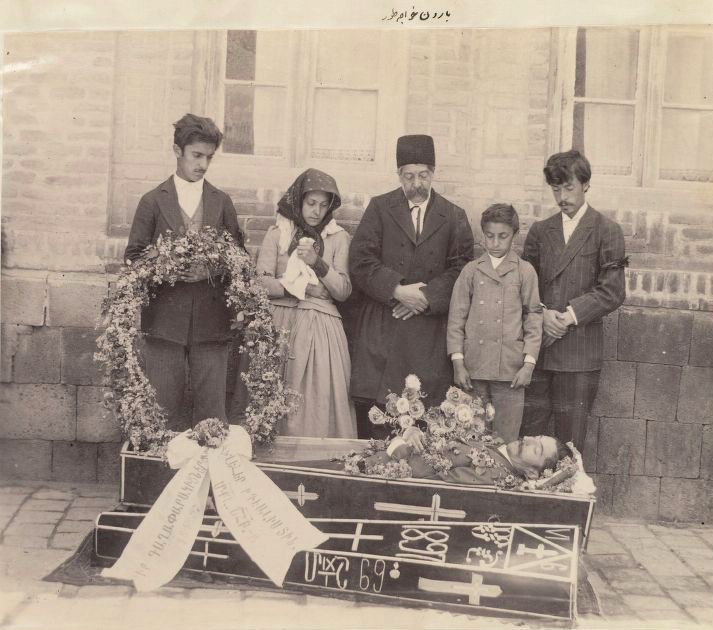
Funérailles d'un Chrétien (Baron Khvajah Tur devant le cercueil de son fils)
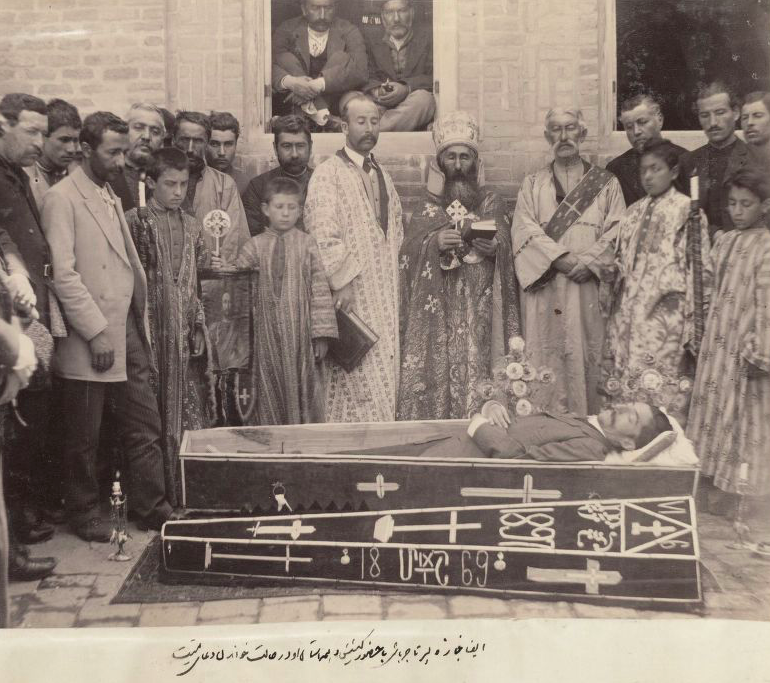
Funérailles d'un Chrétien
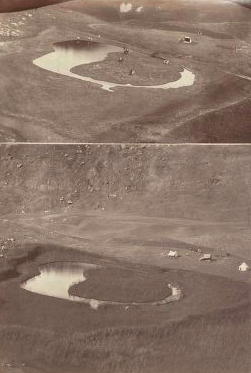
« Île flottante », photos prises à une semaine d'intervalle (province d'Azerbaijan)
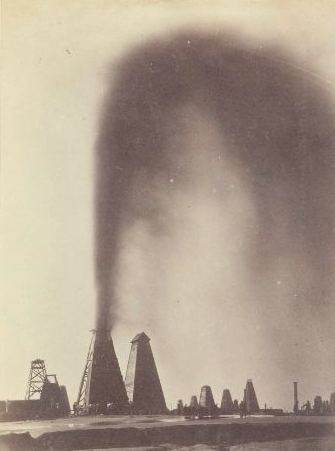
Puits de pétrole à Bakou
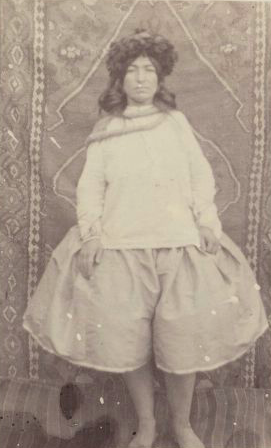
Femme kurde
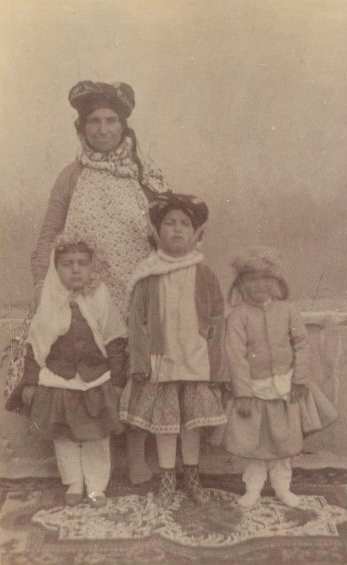
Famille kurde

### Famille et proches

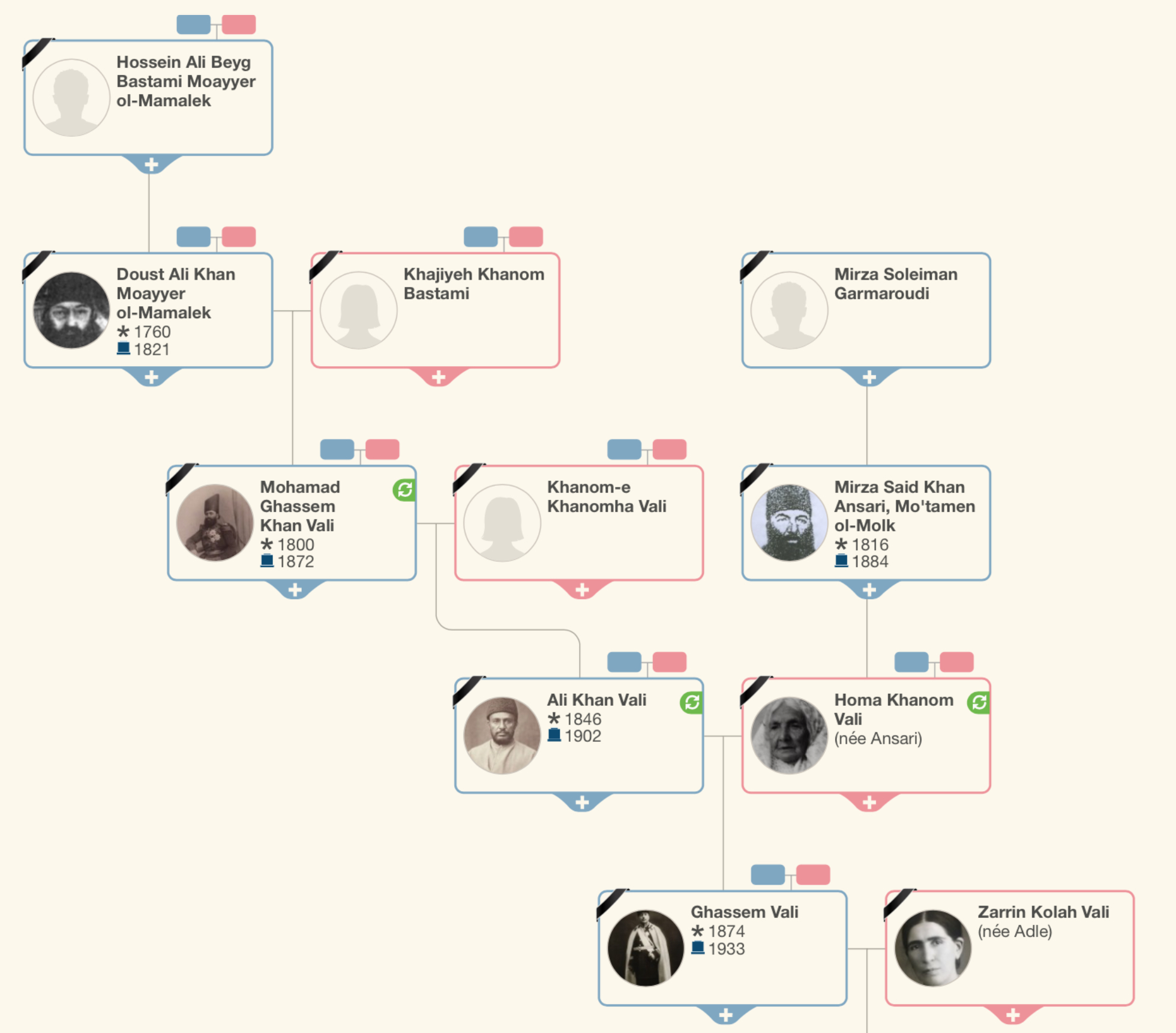
Arbre généalogique de la famille Vali
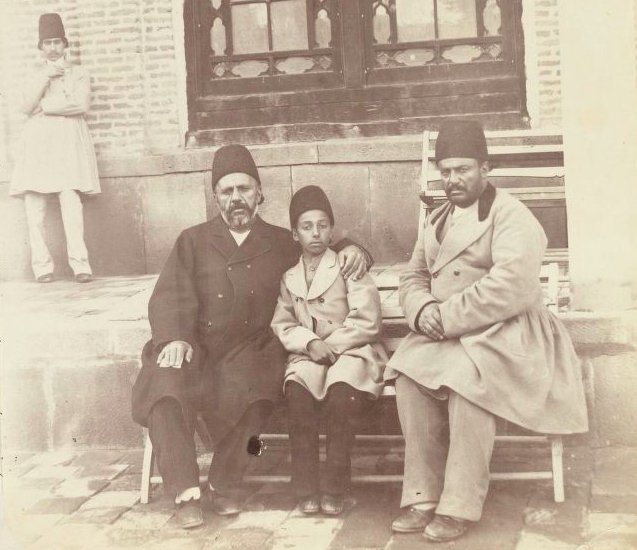
Assis à partir de la gauche; Mohammad Khan, Ghassem Khan et Ali Khan Vali à Khoy en 1889
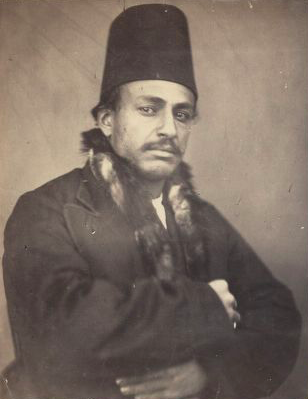
Ali Khan Vali jeune
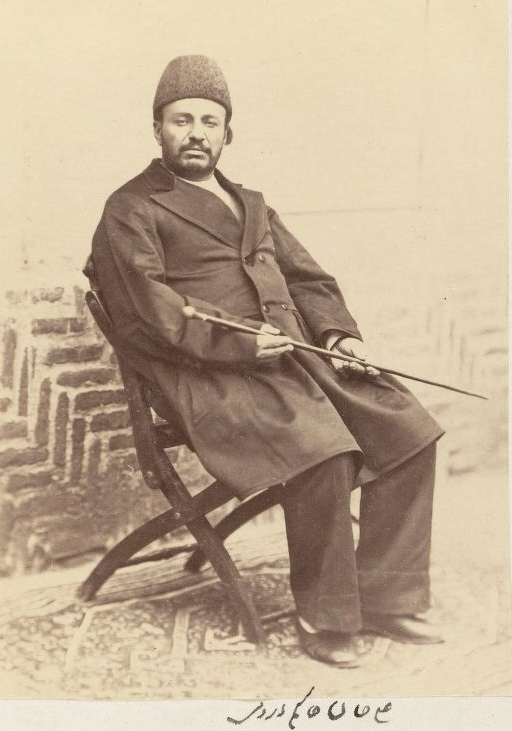
Ali Khan à Oroumieh
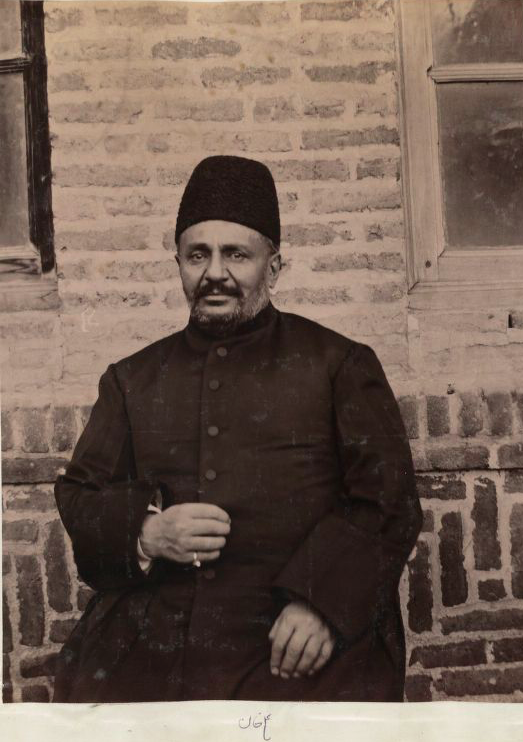
Ali Khan
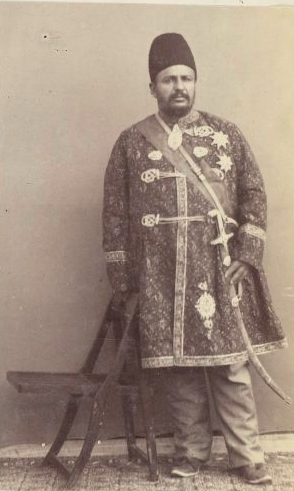
Ali Khan à Tabriz
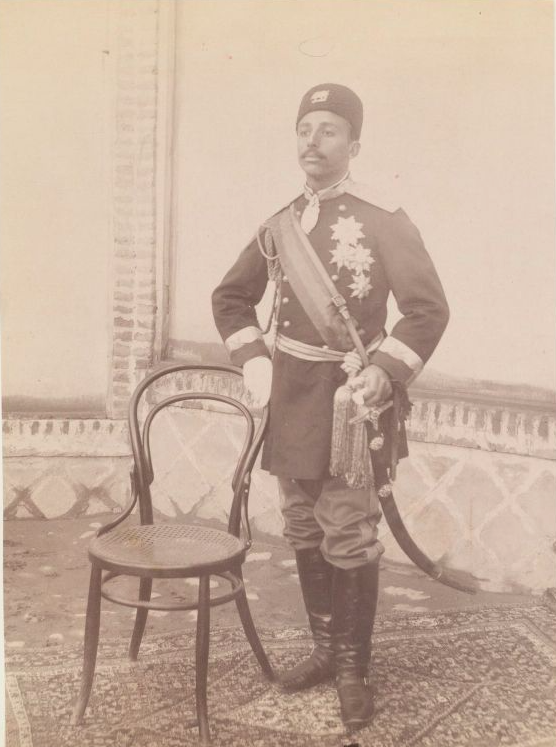
Son fils, Ghassem Khan Vali (Sardar Homayoun)
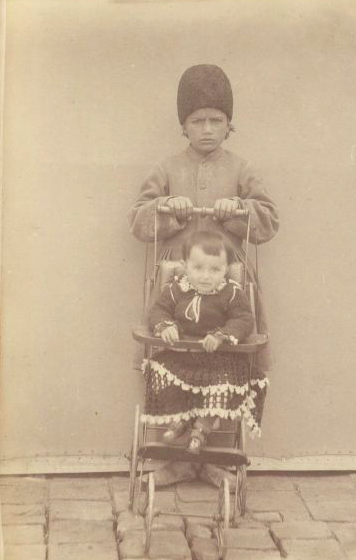
Assieh, sa première fille
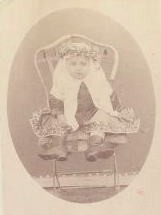
Maryam, sa deuxième fille
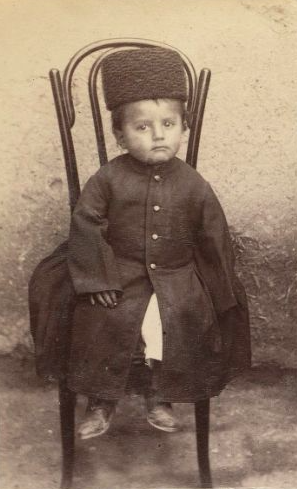
Heydar Gholi Khan, son deuxième fils
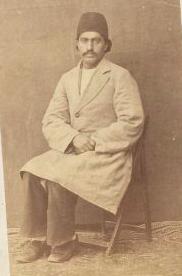
Ali Akkas Bashi, son assistant photographe